# 泰兹 (上普罗旺斯阿尔卑斯省)
泰兹（法語：Thèze，法語發音：[tɛz]）是法国上普罗旺斯阿尔卑斯省的一个市镇，属于福卡尔基耶区。

## 地理
泰兹（44°19'6"N, 5°55'16"E）面积11.17 平方千米，位于法国普罗旺斯-阿尔卑斯-蓝色海岸大区上普罗旺斯阿尔卑斯省，该省份为法国东南部内陆省份，北起上阿尔卑斯省，西接沃克吕兹省，西北接德龙省，南至瓦尔省，东临滨海阿尔卑斯省，东北部与意大利接壤。
与泰兹接壤的市镇（或旧市镇、城区）包括：克拉雷、梅尔沃、锡戈耶、于派克斯、旺塔翁。

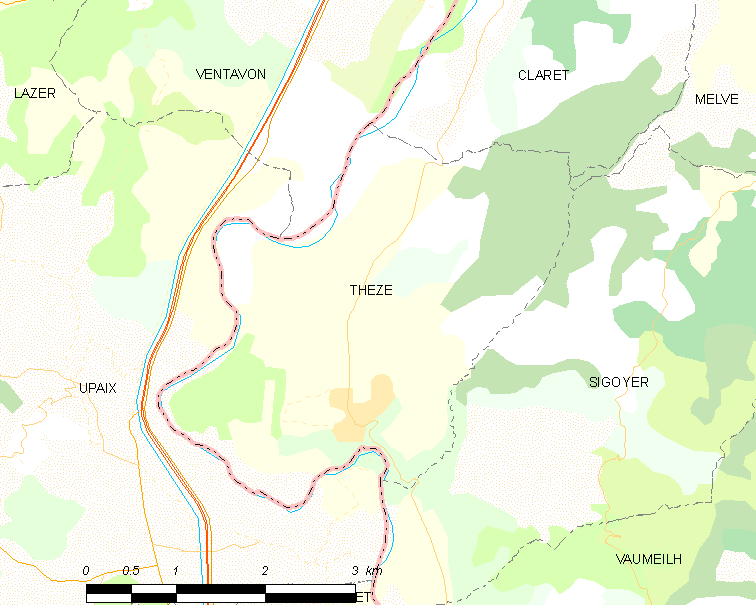
的OSM定位图

泰兹的时区为UTC+01:00、UTC+02:00（夏令时）。

## 行政
泰兹的邮政编码为04200，INSEE市镇编码为04216。

## 政治
泰兹所属的省级选区为塞讷县。

## 人口

1962-2008年间人口变化图示

泰兹于2022年1月1日时的人口数量为256人。